# Runenstein an der Kirche von Skön

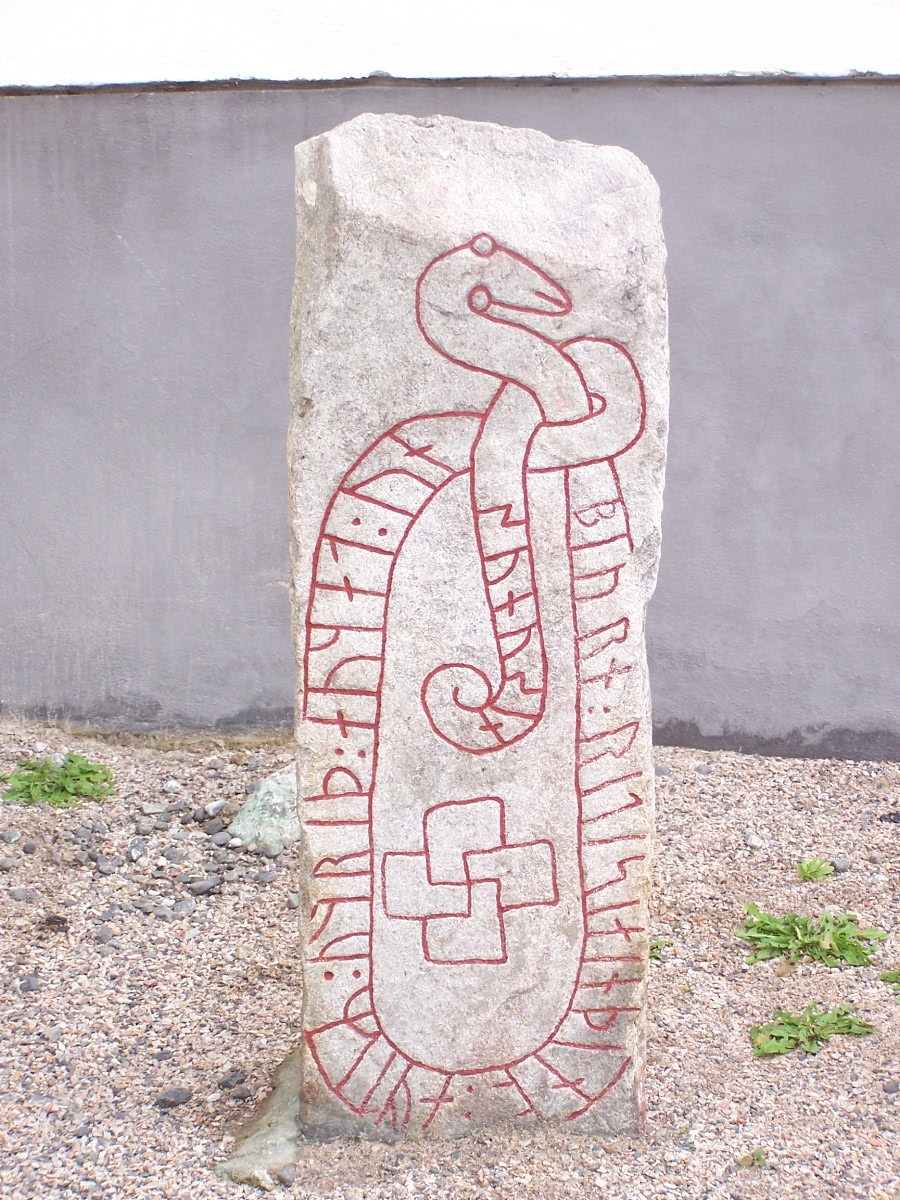
Runenstein M 15

Die Runensteinfragmente und der Runenstein an der Kirche von Skön (Sköns kyrka) am Skönsberg, zwischen Johannedal und Sundsbruk, östlich von Birsta bei Sundsvall in Schweden gehören zu den lediglich 18 oft fragmentarischen, mitunter auch verschwundenen Runensteinen in der historischen Provinz Medelpad. 

## Runenstein M 15
Der etwa 1,35 m hohe, an der Basis 0,4 m breite und etwa 0,2 m dicke Runenstein M 15 (auch Skön 70:1) aus grauem Granit steht außerhalb der Kirche. Er hat eine eigentümliche Ornamentik mit einer elegant geformten Schlange, deren Schwanz in einer Schlinge um den eigenen Hals liegt. Da die Schlange von oben gezeigt wird, wird der Stil als „Vogelperspektive“ (schwedisch fågelperspektiv) bezeichnet. In den Umriss eines griechischen Kreuzes hat der Schnitzer ein Swastika-Motiv integriert.
Die Inschrift lautet: „Bjorn errichtete diesen Stein nach Ofrid und Unn, seinen Söhnen“.

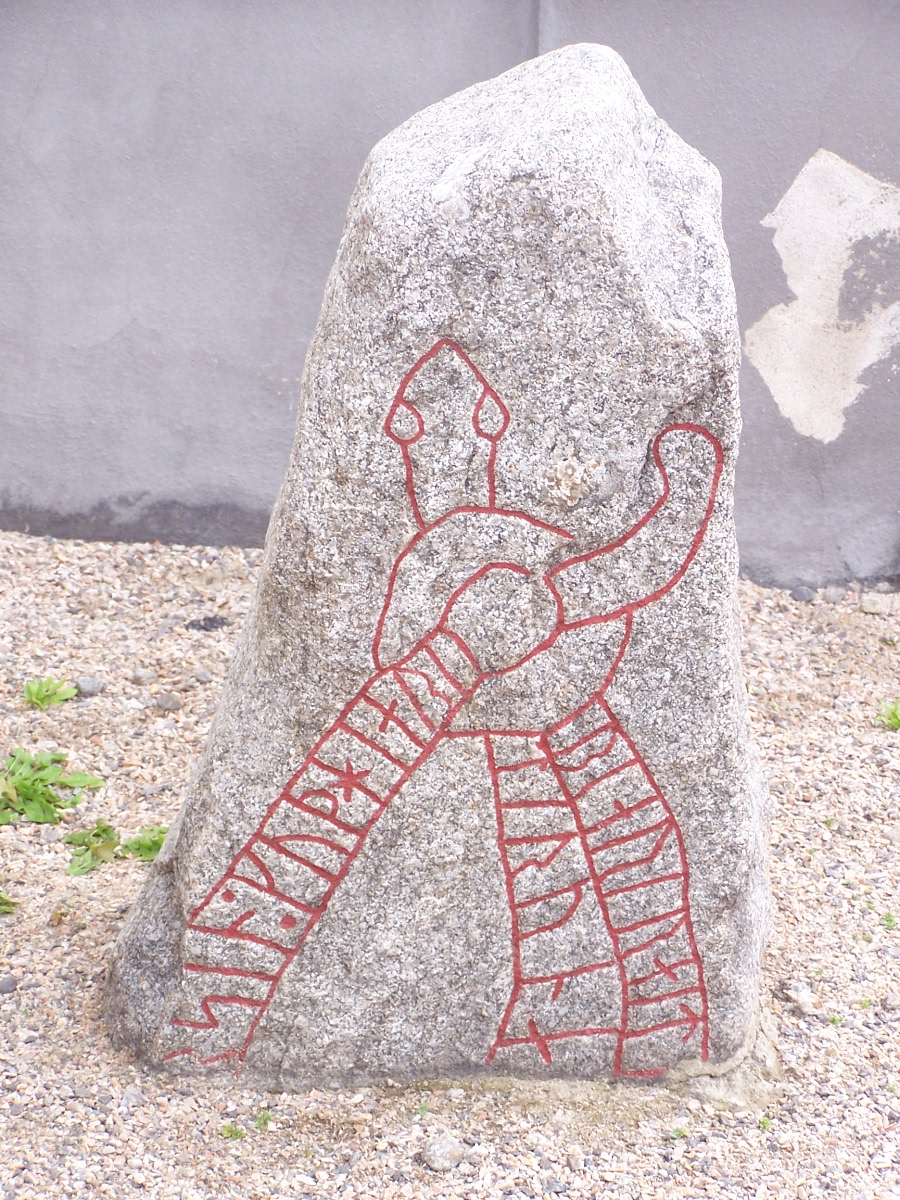
Fragment M 16

## Fragment M 16
Das etwa 1,0 m hohe, an der Basis 0,7 m breite und etwa 0,2 m dicke Runensteinfragment M 16 (auch Skön 70:2) aus grauem Granit steht neben dem Stein M 15. Es hat eine eigentümliche Ornamentik mit einer Schlange, um deren Hals eine Schlinge liegt. Da die Schlange auch aus der Vogelperspektive gezeichnet ist, scheint sie vom selben Runenschnitzer zu stammen. Der erhaltene Inschriftteil lautet: „Bjorn errichtete diesen Stein nach seinem Vater. Gott helfe seiner (...) (...) ritzte Runen“.

## Fragment M 17
Der Text des verschwundenen Fragmentes M 17 lautete: „... errichtete diesen Stein nach Olav seinem Vater. (...) ritzte Runen“.